# Actuador lineal
Un actuador lineal es un tipo de actuador que crea movimiento en línea recta, en contraste con el movimiento circular de un motor eléctrico convencional. Los actuadores lineales se utilizan en máquinas, herramienta y maquinaria industrial, en periféricos de computadora como unidades de disco e impresoras, en válvulas y amortiguadores, y en muchos otros lugares donde se requiere movimiento lineal. Los cilindros hidráulicos o neumáticos producen inherentemente un movimiento lineal. Muchos otros mecanismos se utilizan para generar movimiento lineal desde un motor giratorio.

Actuador de tornillo de rodillo con tornillo de desplazamiento (tuerca giratoria).

## Tipos

### Actuadores mecánicos
Los actuadores lineales mecánicos funcionan típicamente mediante la conversión del movimiento giratorio en movimiento lineal. La conversión se hace comúnmente a través de unos pocos tipos de mecanismo:

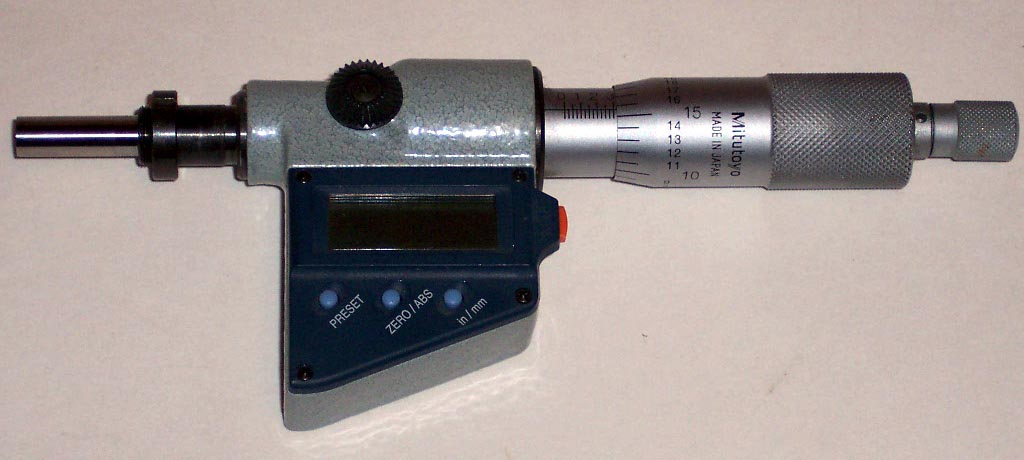
Un actuador mecánico lineal con lectura digital (un tipo de micrómetro).

- Tornillo: los actuadores de husillo, gato mecánico, husillo de bolas y tornillo de rodillo funcionan según el principio de la máquina simple conocida como tornillo. Al girar la tuerca del actuador, el eje del tornillo se mueve en línea.
- Torno: los actuadores de polipasto, cabrestante, cremallera, cadena de transmisión, correa de transmisión, cadena rígida y correa rígida funcionan según el principio del torno. Una rueda giratoria mueve un cable, cremallera, cadena o correa para producir un movimiento lineal. Los actuadores de leva funcionan según un principio similar al de la cuña, pero ofrecen un recorrido relativamente limitado. Cuando una leva con forma de rueda gira, su forma excéntrica proporciona empuje en la base de un eje.[1]

Algunos actuadores mecánicos lineales solo tiran, como los polipastos, la cadena de transmisión y la transmisión por correa. Otros solo empujan (como un actuador de leva). Los cilindros neumáticos e hidráulicos o los tornillos de avance pueden diseñarse para generar fuerza en ambas direcciones.

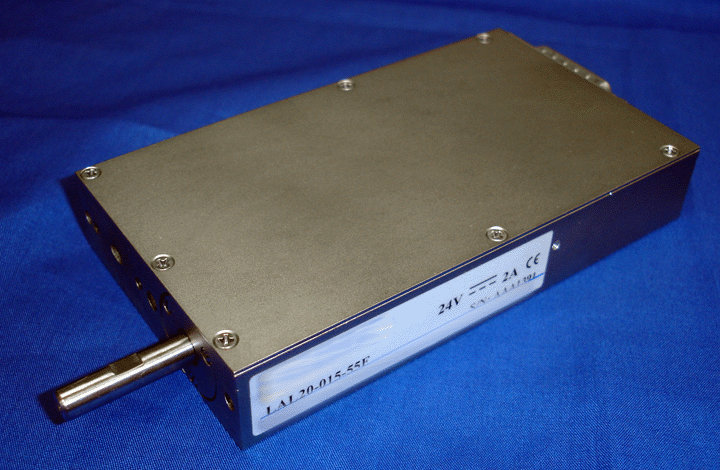
Actuador eléctrico típico lineal o rotativo + lineal

Los actuadores mecánicos generalmente convierten el movimiento giratorio de un mando de control o manija en un desplazamiento lineal a través de los tornillos y / o engranajes a los que se adjunta el mando o el mango. Un gato es un actuador mecánico familiar. Otra familia de actuadores se basa en el husillo segmentado. La rotación del mango del gato se convierte mecánicamente en el movimiento lineal de la cabeza del gato. Los actuadores mecánicos también se utilizan con frecuencia en el campo de los láseres y la óptica para manipular la posición de los estadios lineales, giratorios, montajes de espejos, goniómetros y otros instrumentos de posicionamiento. Para un posicionamiento preciso y repetible, se pueden usar marcas de índice en los mandos de control. Algunos actuadores incluyen un codificador y una lectura de posición digital. Estos son similares a los mandos de ajuste utilizados en micrómetros, excepto que su propósito es el ajuste de posición en lugar de la medición de posición.

### Actuadores hidráulicos
Los actuadores hidráulicos o los cilindros hidráulicos típicamente involucran un cilindro hueco que tiene un pistón insertado en él. Una presión desequilibrada aplicada al pistón genera una fuerza que puede mover un objeto externo. Como los líquidos son casi incompresibles, un cilindro hidráulico puede proporcionar un desplazamiento lineal preciso controlado del pistón. El desplazamiento es únicamente a lo largo del eje del pistón. Un ejemplo familiar de un actuador hidráulico operado manualmente es un gato hidráulico de automóvil. Sin embargo, por lo general, el término "accionador hidráulico" se refiere a un dispositivo controlado por una bomba hidráulica.

### Actuadores neumáticos
Los actuadores neumáticos, o cilindros neumáticos, son similares a los actuadores hidráulicos, excepto que utilizan gas comprimido para generar fuerza en lugar de un líquido. Funcionan de manera similar a un pistón en el que se bombea aire dentro de una cámara y se empuja hacia afuera del otro lado de la cámara. Los actuadores neumáticos no se usan necesariamente para maquinaria pesada y en casos donde hay grandes cantidades de peso. Una de las razones por las que los actuadores lineales neumáticos se prefieren a otros tipos es el hecho de que la fuente de alimentación es simplemente un compresor de aire. Debido a que el aire es la fuente de entrada, los actuadores neumáticos pueden utilizarse en muchos lugares de actividad mecánica. La desventaja es que la mayoría de los compresores de aire son grandes, voluminosos y ruidosos. Son difíciles de transportar a otras áreas una vez instaladas. Es probable que los actuadores lineales neumáticos tengan fugas y esto los hace menos eficientes que los actuadores lineales mecánicos.

### Actuadores piezoeléctricos o picomotor

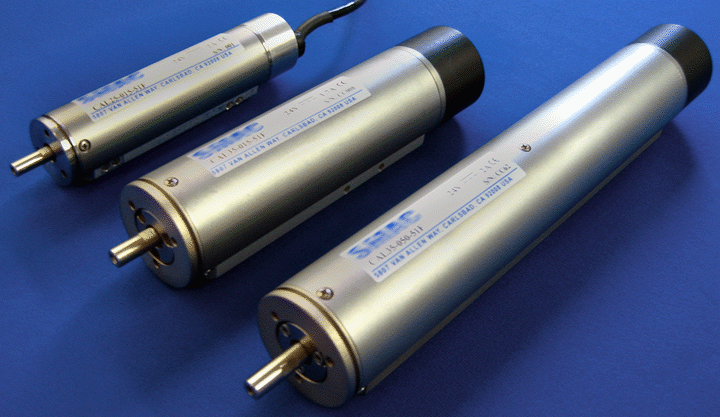
Actuador eléctrico lineal cilíndrico compacto típico

El efecto piezoeléctrico es una propiedad de ciertos materiales en los que la aplicación de un voltaje al material hace que se expanda. Los voltajes muy altos corresponden solo a pequeñas expansiones. Como resultado, los actuadores piezoeléctricos pueden lograr una resolución de posicionamiento extremadamente fina, pero también tienen un rango de movimiento muy corto. Además, los materiales piezoeléctricos presentan una histéresis que dificulta el control de su expansión de manera repetible, principio aplicado al picomotor. Un tipo de actuador piezoeléctrico es el motor ultrasónico.

### Actuadores de polímero trenzado y enrollado (TCP)
El actuador de polímero trenzado y enrollado (TCP) también conocido como actuador de polímero superenrollado (SCP) es un polímero enrollado que se puede accionar mediante calentamiento resistivo. Un actuador TCP parece un resorte helicoidal. Los actuadores TCP generalmente están hechos de nylon recubierto de plata. Los actuadores TCP también se pueden hacer con otra capa de conductancia eléctrica como el oro. Los actuadores TCP inducidos por torsión deben estar bajo una carga para mantener el músculo extendido. La energía eléctrica se transforma en energía térmica debido a la resistencia eléctrica, que también se conoce como calentamiento por efecto Joule, calentamiento óhmico y calentamiento por resistencia. A medida que la temperatura del actuador TCP aumenta por calentamiento por efecto Joule, el polímero se contrae y provoca la contracción del actuador.[cita requerida]

### Actuadores electromecánicos
Los actuadores electromecánicos son similares a los actuadores mecánicos, excepto que la manija de control se sustituye por un motor eléctrico. El movimiento giratorio del motor se convierte en desplazamiento lineal. Hay muchos diseños de actuadores lineales modernos y cada compañía que los fabrica tiende a tener un método propio. La siguiente es una descripción generalizada de un actuador lineal electromecánico muy simple.

#### Capacidad de carga dinámica
La capacidad de carga dinámica generalmente se conoce como la cantidad de fuerza que el actuador lineal es capaz de proporcionar durante la operación. Esta fuerza variará según el tipo de tornillo (cantidad de fricción que restringe el movimiento) y el motor impulsa el movimiento. La carga dinámica es la figura por la cual se clasifican la mayoría de los actuadores, y es una buena indicación de qué aplicaciones se adaptarían mejor.

#### Control de velocidad
En la mayoría de los casos, cuando se usa un actuador electromecánico, se prefiere tener algún tipo de control de velocidad. Dichos controladores varían la tensión suministrada al motor, que a su vez cambia la velocidad a la que gira el tornillo de avance. Ajustar la relación de transmisión es otra forma de ajustar la velocidad. Algunos actuadores están disponibles con varias opciones de engranajes diferentes.

### Actuador lineal telescópico

Actuador de cadena rígido

Los actuadores lineales telescópicos son actuadores lineales especializados que se utilizan cuando existen restricciones de espacio. Su rango de movimiento es muchas veces mayor que la longitud no extendida del miembro de accionamiento.
Una forma común está hecha de tubos concéntricos de aproximadamente la misma longitud que se extienden y retraen como mangas, uno dentro del otro, como el cilindro telescópico.